# Канніцаро (місячний кратер)
Кра́тер Канніца́ро (лат. Cannizzaro) — великий метеоритний кратер у північній півкулі зворотного боку Місяця. Названу присвоєно на честь італійського хіміка Станіслао Канніццаро (1826—1910) й затверджено Міжнародним астрономічним союзом у 1970 році.

## Опис кратера
Кратер Канніцаро перекриває південно-західну ділянку валу великого кратера Почобут. Іншими його найближчими сусідами є кратер Еллісон на заході; кратер Омар Хаям на півночі північному заході; кратер Смолюховський на півночі північному сході; кратер Реньо на сході південному сході і кратер Чепмен на півдні. Селенографічні координати центру кратера 55°30′ пн. ш. 99°44′ зх. д. / 55.5° пн. ш. 99.73° зх. д., діаметр 54,51 км, глибина 2,4 км.
Кратер Канніцаро має полігональну форму та зазнав сильних руйнувань. Вал згладжений і перекритий безліччю маленьких кратерів, найпомітніший з них перекриває північно-східну ділянку валу. Висота валу над навколишньою місцевістю сягає 1180 м, об'єм кратера становить 2 600 км3. Дно чаші є рівним, найімовірніше вирівняне породами, викинутими при утворенні Моря Дощів, поцятковане безліччю дрібних кратерів, є центральний пік дещо зміщений на схід від центру чаші.
Незважаючи на розташування на зворотному боці Місяця за сприятливої лібрації та добрих умовах освітлення кратер доступний для спостереження із Землі
Сателітні кратери відсутні.